# Frontières de la Moldavie

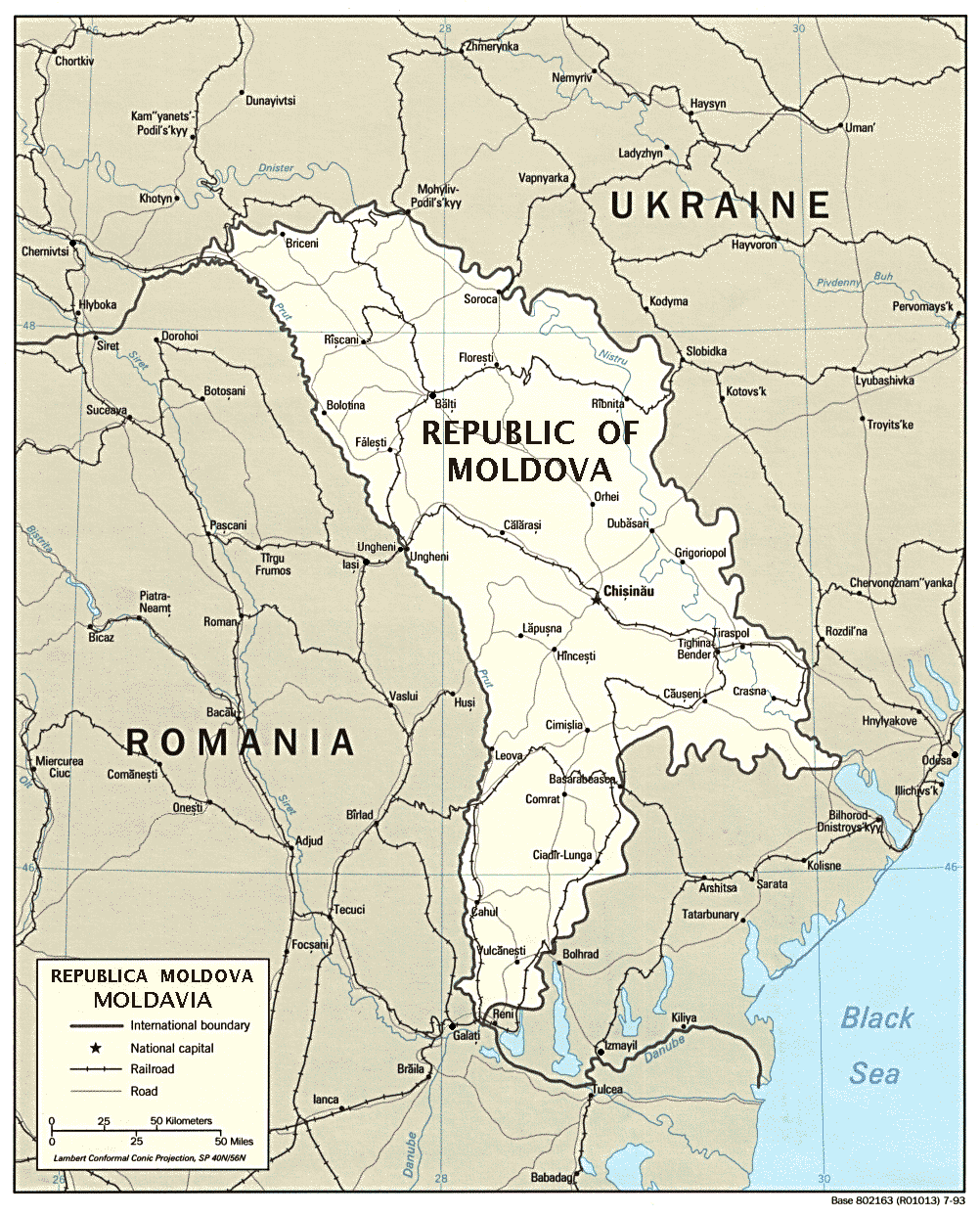
Carte de la Moldavie (en clair), mettant en évidence ses frontières terrestres avec les pays voisins.

Les frontières de la Moldavie sont les frontières internationales qui séparent la Moldavie de la Roumanie et de l'Ukraine. La Moldavie n'ayant pas d'accès à la mer, toutes ses frontières sont soit terrestres, soit fluviales (Prut, Dniestr et Danube, ce dernier permettant d'accéder à la mer Noire par le port de Giurgiulești).
La Moldavie qui a eu pendant huit cent ans sa frontière du Sud fixée par le littoral de la Mer Noire s'est vue amputée de cette partie de son territoire à l'époque de Staline.

## Frontières

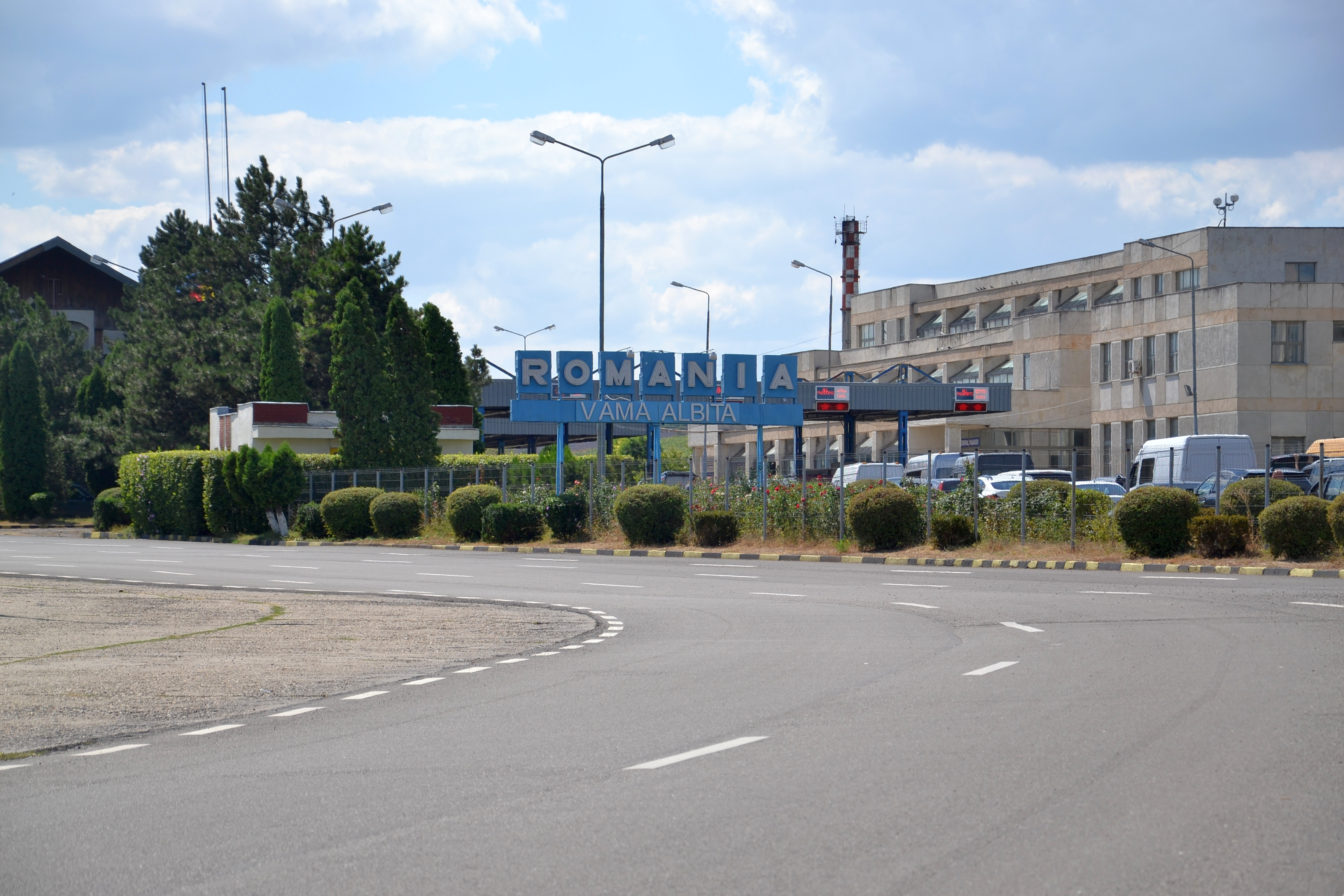
Point de passage entre la Moldavie (Leușeni) et la Roumanie (Albița), vu depuis la Moldavie.

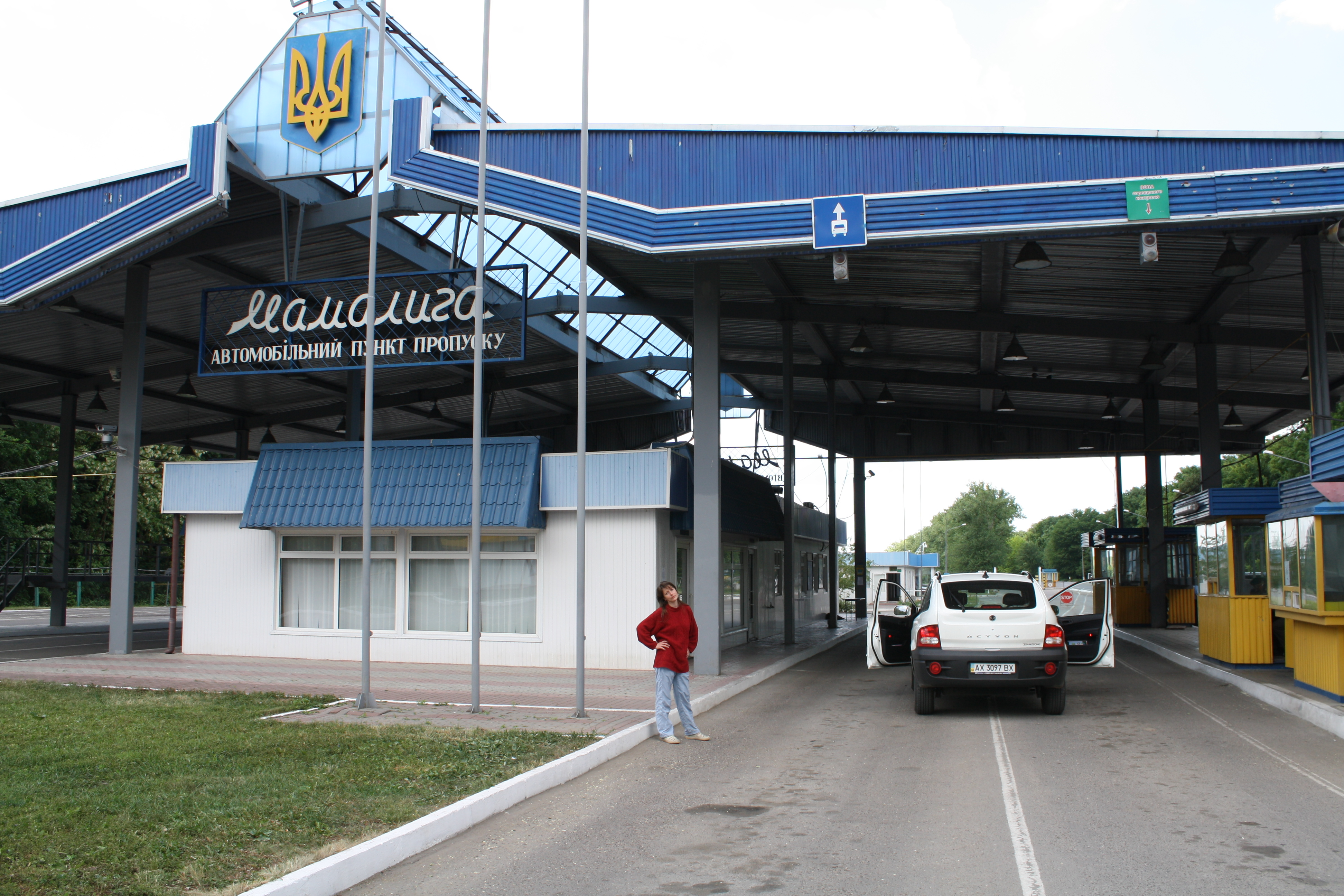
Point de passage entre la Moldavie (Criva) et l'Ukraine, vu depuis la Moldavie.

La Moldavie partage des frontières terrestres avec deux pays (dont l'un, la Roumanie, est membre de l'Union européenne) pour un total de 1 620 km.
À l'Ouest, celle avec la Roumanie a été fixée au Traité de Bucarest (1812) sous les auspices d'Alexandre Louis Andrault de Langeron (un français ayant fait allégeance à l'Empire russe) sur le talweg de la rivière Prut à travers la principauté de Moldavie, séparant ainsi la Moldavie occidentale de la Moldavie orientale alors devenue russe (Bessarabie). Abolie en 1918 lors de la réunification de la Moldavie par l'union entre la République démocratique moldave de Bessarabie et la Roumanie (comprenant la Moldavie occidentale), elle a été rétablie le 28 juin 1940 en application du pacte Hitler-Staline et confirmée ensuite par quatre fois :
- au Traité de paix de Paris en 1947 par la communauté internationale (Roumanie incluse) ;
- le 28 août 1991 par la Roumanie qui fut le premier pays à reconnaître officiellement l'indépendance de la République de Moldavie ;
- le 8 décembre 1991 par les États de la Communauté des États indépendants (dont la Moldavie est membre jusqu’en 2023) et, à la suite, par la communauté internationale (Roumanie incluse) ;
- le 27 juin 2014 par l'accord d'association entre la Moldavie et l'Union européenne.

Au Nord, à l'Est et au Sud, celle avec l'Ukraine date de la Seconde Guerre mondiale et a connu trois versions :
- une première version de la nouvelle République socialiste soviétique moldave, englobait, à partir du 28 juin 1940, la Bessarabie auparavant roumaine (moins le județ de Hotin), que l’URSS venait d’occuper en application du protocole secret du pacte Hitler-Staline, et la République autonome socialiste soviétique moldave, qui appartenait auparavant à la République socialiste soviétique d’Ukraine, délimitant ainsi du 28 juin 1940 au 2 août 1940, pendant 5 semaines, une superficie de 48 928 km2 ;
- une deuxième version tracée le 2 août 1940 diminue d’environ 40% la surface de la nouvelle RSS moldave, et la prive des quatre ports de Reni, Izmail, Chilia/Kiliya et Cetatea Albă/Bilhorod-Dnistrovskyi en rattachant à l’Ukraine de larges portions de territoire à l’est (les deux tiers de l’ancienne République autonome moldave) et au sud (région du Bougeac), selon un tracé assez proche de l’actuel, délimitant une superficie d’environ 28 250 km2. L’opération Barbarossa annule de facto ces dispositions et le pays est à nouveau rattaché à la Roumanie, cette fois alliée au Troisième Reich, de juillet 1941 au 20 août 1944 ;
- la troisième version, toujours en vigueur à un détail près (voir Échange territorial entre la Moldavie et l'Ukraine), délimite, depuis 1946, une superficie de 33 843 km2 pour la République de Moldavie. Il est aussi beaucoup plus long que les précédents car il présente de nombreux zigzags qui recoupent à plusieurs reprises routes et voies ferrées.

### Récapitulatif
Le tableau suivant récapitule les frontières de la Moldavie :
| Pays     | Longueur (km) | Dates du tracé         | Notes                                                    |
| -------- | ------------- | ---------------------- | -------------------------------------------------------- |
| Roumanie | 681           | 1812, 1940, 1947, 1991 | Fluviatile. Frontière de l'UE, surveillée par la Frontex |
| Ukraine  | 939           | 1946 (tracé actuel)    | Terrestre et fluviatile                                  |
| Total    | 1 620         |                        |                                                          |